# 収容避難場所

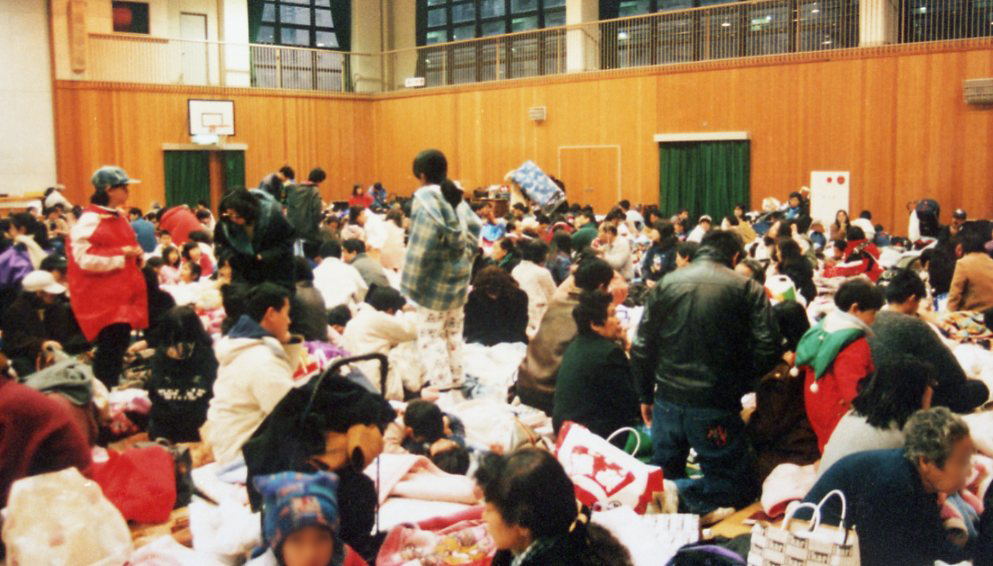
阪神・淡路大震災時に学校体育館に設置された避難所。神戸市中央区

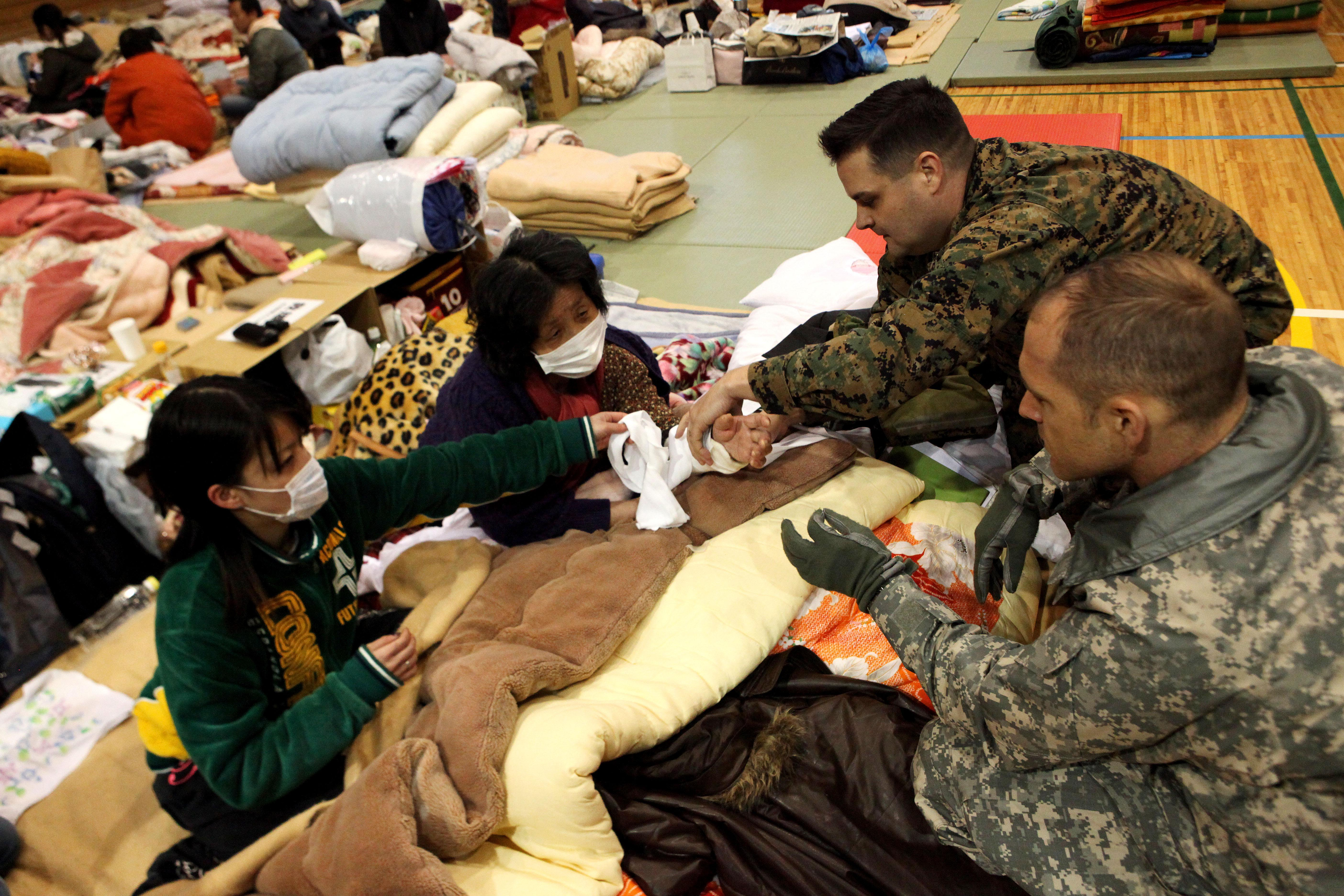
東日本大震災時に学校に設置された避難所でアメリカ軍医の診察を受ける被災者（2011年3月21日）

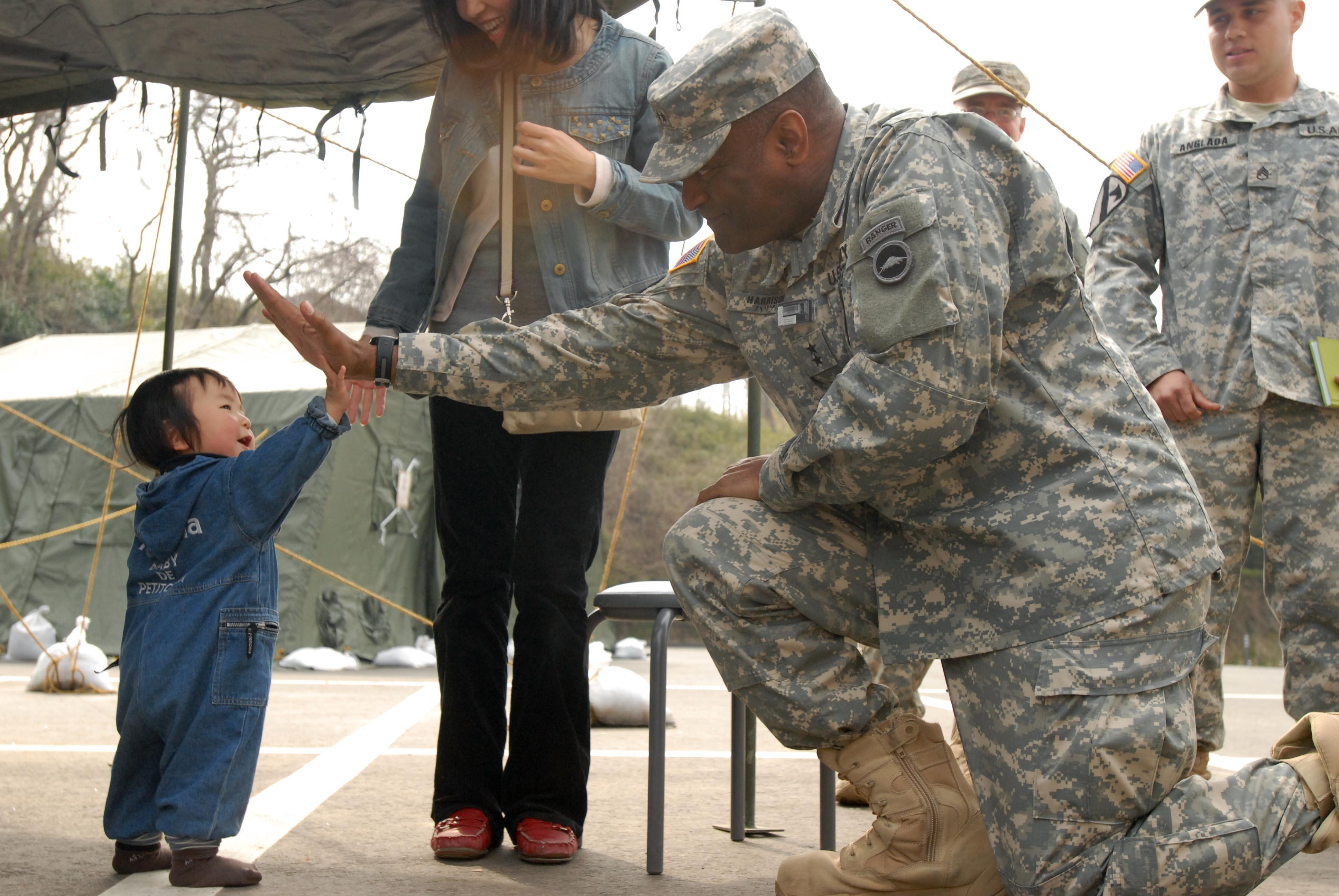
避難所を訪れた在日米軍将校

収容避難場所（しゅうようひなんばしょ）とは、災害によって短期間の避難生活を余儀なくされた場合に一定期間の避難生活を行う施設、または一時的に避難する施設のことを指す古い用語。

2013年（平成25年）6月に改正された災害対策基本法（第四十九条の四、及び、同第四十九条の七）の改正により、指定避難所及び指定緊急避難場所に統一分離され、現在は使われていない用語。

## 概要
避難場所となる施設は、地域防災計画により指定されている事が多く、この計画により、防災倉庫が設置されている。収容避難場所は、一定期間の生活に必要な物資をある程度そろえており、屋内施設が指定されているため降雨などの心配が無いように考えられている。
一定期間とはいえ大人数で生活するため、上手に運営を行わなければ、プライバシー、場所取り、資材分配、通常生活の地域コミュニティーで抱える問題の延長線上の問題、コミュニティーに参加していないと溶け込むのが難しい、などの心配が発生すると言われている。しかし、阪神・淡路大震災以降、社会福祉協議会や民生委員、災害ボランティアの経験を積んだ組織の活動などにより、このような心配は発生しにくくなっている。
また阪神・淡路大震災では、避難場所として指定されていない公共施設（警察署・市区役所・病院など）に避難してしまう被災者もいた。事実上、防災・救助活動等の障害となることもあったと言われているが、被災者であるため、指定避難場所への移動要請は難しかったと言われている。
日本の避難所は20世紀初頭の関東大震災から変わらず雑魚寝が基本であり、被災者が大量に災害関連死に陥るなど劣悪な環境であるという批判がある。先進国では、体育館を避難所にする先進国など存在しないと指摘されている。イタリアでは移動のシャワートイレ付きコンテナ式になっており、全人口の0.5％人口に対しベッドやテントを備蓄している。また発災時から72時間以内に政府から、被災周辺の州の市民保護局に対して避難所を設置するよう指令が下る。しかし日本では災害時の縦割り行政の解消の段階でつまづいている。
避難所での強姦などの性暴力の問題は阪神・淡路大震災より指摘されてきたが、一部メディアからデマ扱いされたことで報道されてこなかった。避難所では未就学の子どもから60代まで、男児も被害にあう事例がある。同じ地域住民のため被害届を出しづらいこと、支援の対価として性行為を要求されるなどの実態もあると東日本大震災女性支援ネットワークのメンバー達は語っている。

## 避難人口と期間
一般に被害の規模が大きいほど、避難場所に集まってくる人々は多くなり、かつ長期にわたる。特に火山災害は、火山活動が長くなることが普通の状態であるので、生活は長期となる。
阪神・淡路大震災では、あらかじめ指定されていた避難場所だけでは収容できず、後から追加で指定された。神戸市の場合、最も多いときには約24万人（人口の約16%）が避難生活をした。避難場所での生活は、長い人で約7ヶ月間と言われる。
新潟県中越地震の場合、小千谷市で最も多いときでは約2.6万人（人口の約62%）、長い人で2ヶ月間生活したと言われる。東日本大震災では最大で46万人を超え、2ヶ月経過後も11万5000人が避難場所で生活していた。

## 避難場所の開設
地域防災計画では、避難場所の開設は自治体職員が行うことになっている事が多い。しかしながら、自治体そのものが被災する場合や、担当職員自身が地域住民でない場合もあり、被災直後に開設が困難であることも考えられる。阪神・淡路大震災では、被災者が自治体職員よりも早く集まってきた。よって事実上は地域住民が避難場所を開設することとなる。また避難場所の運営自体も避難者自身が行うことになると考えておいた方が良い。しかし、発災の時間帯によっては施設が施錠されていて施設管理者が来るまで入れない場合もあるので、事前に地域で自治体と調整が必要である。
避難場所開設にあたっては、地震の場合には、避難場所の施設そのものも倒壊するおそれがある。よって避難場所を開設（または避難者を収容）する前に、施設の安全性の判断（建物の危険度判定や土砂災害の被災流域）をしなければならない。
有事の速やかな避難場所開設を考慮し、震度6弱以上の地震を感知すると扉が自動的に開く「地震自動解錠ボックス（住民避難所開設ボックス）」を設置した自治体もある。

### 避難場所開設の手順
避難場所の開設にあたって直ちに必要とされている活動内容は以下の通りである。
- 避難場所運営の中心人物の選出
- 避難場所施設の点検
- 避難者の受け入れ・用途別の部屋割り
- 避難者名簿の作成
- 仮設トイレの設置
- 運営体制の組織化・生活ルール作り

### 避難場所にかかわる団体・個人
避難期間が長期に及ぶ場合や避難者が多い場合などは被災者や自治体のほか赤十字や自衛隊、NPO団体、ボランティアなどがその特性を生かした支援を行なうことになる。
- 被災者（避難場所運営の主体である）
- 自治体（避難施設は自治体所有のものが多い。地域内の避難場所に大きな偏りが出ないよう統括的に管理する）
- 赤十字（医療支援など）
- 自衛隊（医療、給水、給食、入浴支援、テントの提供など）
- NPO団体（それぞれの特性に応じた支援）
- ボランティア（個人の技能に応じた支援・自治体の開設するボランティアセンターの統括下で活動することが多い)

## 避難施設
なにかの災害や被害から逃れるために作られた空間や施設、建築物。
災害
- 水塚 - 水害などからの被害を避けるため1階が家財道具を一時保管し食料庫を兼ね2階が住居になっていて盛り土の上に建てられている塔状の建築物。
- 蔵・土蔵 - 貴重品や財産などを収蔵する耐火倉庫であるが、火災の時の避難施設としての役割も持つ。
- 地下室 - 北米のハリケーン多発地域では、地下室が積極的に家屋の設計段階において盛り込まれておりハリケーンの被害から逃れる役割も持っている。
- 仮設住宅 - 被災地において居住できる住宅が一時的または恒久的に無くなった被災者が一時的に生活する簡易住宅。
- 仮設テント - 通常の災害地の仮設住宅としても利用されるが、政情不安や弾圧から逃れた難民キャンプにおいて使用される仮設住宅。
- パニックルーム - 不法侵入者からの被害から逃れるために作られた家屋内にある侵入不可能な部屋。数日間生活できるようにライフラインが設備されているものもある。

戦争
- 防空壕 - 第二次世界大戦の日本において空襲などの被害から一般国民が避難するために崖などの斜面や地面に穴を掘って作った壕。
- 核シェルター兼用地下室 - スイスにおいては住宅を建築する際、国で定めた基準を満たしたコンクリート製の地下室の設置が義務付けられており核攻撃を想定して作られている。
- 核シェルター - 核攻撃を想定しその被害から逃れるために作られた堅牢な地下施設で都市と言えるほどの規模を持つ物も存在する。

## 関連書籍
- 『地震と社会 上「阪神大震災記」』 外岡秀俊著 みすず書房 ISBN 4622036622
- 『地震と社会 下「阪神大震災記」』 外岡秀俊著 みすず書房 ISBN 4622036630
- 『阪神・淡路大震災における避難所の研究』 柏原士郎・上野淳・森田孝夫編著 大阪大学出版会 ISBN 487259035X